# Російсько-американський кордон
Державний кордон проходить Беринговою протокою по 169° зах. довготи. Та є одночасно лінією зміни дат. Маючи довжину 49 км є одним з найменших кордонів РФ (менший в Росії тільки з КНДР — 39,4 км) та найменшим у США. На лінії кордону також розташовані острови Діоміда. Менший з них (острів Крузенштерна) знаходиться на території штату Аляска, більший — о. Ратманова — у складі Чукотського автономного округу.
Відстань між ними всього 3 750 м.

## Історія
Кордон утворений від моменту, коли Російська імперія продала Аляску Сполученим Штатам Америки. Офіційна церемонія передачі Аляски відбулася ще до отримання чека — 18 жовтня 1867 року. У цей день в столиці російських поселень у Північній Америці Новоархангельську (нині місто Сітка) під артилерійський салют і при параді військових двох країн було спущено російський прапор і піднято американський.
| США | Це незавершена стаття з географії США. Ви можете допомогти проєкту, виправивши або дописавши її. |

| Росія | Це незавершена стаття з географії Росії. Ви можете допомогти проєкту, виправивши або дописавши її. |